# Диен Биен (провинция)
Диен Биен (на виетнамски: Điện Biên) (буквално: Седалище на правителството на границата) е виетнамска провинция разположена в регион Тай Бак. На север граничи с провинция Лай Тяу, на юг и запад с Лаос, на изток с провинция Сон Ла, а съвсем малка част от Диене Биен граничи на северозапад с Китай. Населението е 567 000 жители (по приблизителна оценка за юли 2017 г.).

## Административно деление
Провинция Диен Биен се състои от един самостоятелен град Диен Биен Фу, едно градче Муонг Лай и шест окръга:
- Диен Биен
- Диен Биен Донг
- Муонг Та
- Муонг Нхе
- Туа Туа
- Туан Жиао